# Sudamericano Femenino de Futsal 2009
El Sudamericano Femenino de Futsal de 2009 fue la III edición del Sudamericano Femenino de Futsal de selecciones femeninas adheridas a la CONMEBOL. Este torneo se disputó en el estadio Gimnasio UNICAMP de la ciudad de Campinas, San Pablo (Brasil) entre el 3 y el 7 de septiembre de 2009. Las brasileñas se quedaron con el título logrando el tricampeonato y el trofeo Fair Play; entre las distinciones individuales, la colombiana Naila Imbachi fue galardonada como la mejor jugadora y la brasilera Lú como la goleadora tras convertir en 11 oportunidades.

## Equipos participantes
Las siete selecciones que participaron fueron:
| Equipos participantes | Equipos participantes | Equipos participantes | Equipos participantes |  |
| --------------------- | --------------------- | --------------------- | --------------------- |  |
| Argentina             | Bolivia               | Brasil                | Colombia              |  |
| Perú                  | Uruguay               | Venezuela             |                       |  |

## Primera ronda

### Grupo A
| Equipo    | Pts | PJ | PG | PE | PP | GF | GC | Dif |
| --------- | --- | -- | -- | -- | -- | -- | -- | --- |
| Brasil    | 6   | 2  | 2  | 0  | 0  | 21 | 1  | +20 |
| Venezuela | 3   | 2  | 1  | 0  | 1  | 6  | 15 | -9  |
| Argentina | 0   | 2  | 0  | 0  | 2  | 2  | 13 | -11 |

| 3 de septiembre de 2009 | Brasil | 13:1 (6:1) | Venezuela | Gimnasio UNICAMP, Campinas |  |
| 20:00                   |        |            |           |                            |  |

- Equipo libre:  Argentina.

| 4 de septiembre de 2009 | Brasil | 8:0 (6:0) | Argentina | Gimnasio UNICAMP, Campinas |  |
| 20:00                   |        |           |           |                            |  |

- Equipo libre:  Venezuela.

| 5 de septiembre de 2009 | Argentina | 2:5 (1:2) | Venezuela | Gimnasio UNICAMP, Campinas |  |
| 16:00                   |           |           |           |                            |  |

- Equipo libre:  Brasil.

### Grupo B
| Equipo   | Pts | PJ | PG | PE | PP | GF | GC | Dif |
| -------- | --- | -- | -- | -- | -- | -- | -- | --- |
| Colombia | 9   | 3  | 3  | 0  | 0  | 29 | 3  | +26 |
| Perú     | 6   | 3  | 2  | 0  | 1  | 8  | 14 | -6  |
| Bolivia  | 3   | 3  | 1  | 0  | 2  | 5  | 19 | -14 |
| Uruguay  | 0   | 3  | 0  | 0  | 3  | 5  | 11 | -6  |

| 3 de septiembre de 2009 | Colombia | 4:1 (4:0) | Uruguay | Gimnasio UNICAMP, Campinas |  |
| 16:00                   |          |           |         |                            |  |

| 3 de septiembre de 2009 | Perú | 3:1 (0:0) | Bolivia | Gimnasio UNICAMP, Campinas |  |
| 18:00                   |      |           |         |                            |  |

| 4 de septiembre de 2009 | Uruguay | 2:4 (2:1) | Perú | Gimnasio UNICAMP, Campinas |  |
| 16:00                   |         |           |      |                            |  |

| 4 de septiembre de 2009 | Bolivia | 1:14 (0:5) | Colombia | Gimnasio UNICAMP, Campinas |  |
| 18:00                   |         |            |          |                            |  |

| 5 de septiembre de 2009 | Colombia | 11:1 (5:0) | Perú | Gimnasio UNICAMP, Campinas |  |
| 14:00                   |          |            |      |                            |  |

| 5 de septiembre de 2009 | Uruguay | 2:3 (2:2) | Bolivia | Gimnasio UNICAMP, Campinas |  |
| 18:00                   |         |           |         |                            |  |

## Ronda de consolación
Esta ronda se realizó para definir el quinto puesto del torneo. El comité organizador decidió validar los resultados del partido Bolivia vs Uruguay del 5 de septiembre para esta ronda.
| Equipo    | Pts | PJ | PG | PE | PP | GF | GC | Dif |
| --------- | --- | -- | -- | -- | -- | -- | -- | --- |
| Argentina | 6   | 2  | 2  | 0  | 0  | 6  | 3  | +3  |
| Bolivia   | 3   | 2  | 1  | 0  | 1  | 5  | 5  | 0   |
| Uruguay   | 0   | 2  | 0  | 0  | 2  | 3  | 6  | -3  |

| 5 de septiembre de 2009 | Uruguay | 2:3 (2:2) | Bolivia | Gimnasio UNICAMP, Campinas |  |
| 18:00                   |         | [El comité organizador decidió validar los resultados del partido Bolivia vs Uruguay del 5 de septiembre para esta ronda. Reporte] |         |                            |  |

| 6 de septiembre de 2009 | Argentina | 3:1 (2:1) | Uruguay | Gimnasio UNICAMP, Campinas |  |
| 20:00                   |           |           |         |                            |  |

| 7 de septiembre de 2009 | Bolivia                 | 2:3 (1:3) | Argentina                         | Gimnasio UNICAMP, Campinas    |                               |
| 20:00                   | Jhanet 14' · Ludana 26' |           | Galván 6' · Correa 9' · Pedase 9' | Árbitro(s): Doris Doria (PER) | Árbitro(s): Doris Doria (PER) |

## Ronda final

### Cuadro general
|  | Semifinales             | Semifinales             |          |        | Final                   | Final                   |  |
|  | 6 de septiembre de 2009 | 6 de septiembre de 2009 |          |        | 7 de septiembre de 2009 | 7 de septiembre de 2009 |  |
|  |                         |                         |          |        |                         |                         |  |
|  |                         |                         |          |        |                         |                         |  |
|  | Brasil                  | 11                      |          |        |                         |                         |  |
|  | Brasil                  | 11                      |          |        |                         |                         |  |
|  | Perú                    | 0                       |          |        |                         |                         |  |
|  | Perú                    | 0                       |          | Brasil | 7                       |                         |  |
|  |                         |                         |          | Brasil | 7                       |                         |  |
|  |                         |                         | Colombia | 1      |                         |                         |  |
|  | Colombia                | 4                       | Colombia | 1      |                         |                         |  |
|  | Colombia                | 4                       |          |        |                         |                         |  |
|  | Venezuela               | 3                       |          |        | Tercer lugar            | Tercer lugar            |  |
|  | Venezuela               | 3                       |          |        | Tercer lugar            | Tercer lugar            |  |
|  |                         |                         |          |        |                         |                         |  |
|  |                         |                         |          |        | Perú                    | 2                       |  |
|  |                         |                         |          |        | Perú                    | 2                       |  |
|  |                         |                         |          |        | Venezuela               | 6                       |  |
|  |                         |                         |          |        | Venezuela               | 6                       |  |
|  |                         |                         |          |        |                         |                         |  |

### Semifinales
| 6 de septiembre de 2009 | Colombia                                      | 4:3 (2:2) | Venezuela                  | Gimnasio UNICAMP, Campinas |                            |
| 11:00                   | Diana 1' · Paula 7' · Nalia 31' · Natalia 36' |           | Peraza 3', 26' · Rojas 17' | Árbitro(s): Cristhian Peña | Árbitro(s): Cristhian Peña |

| 6 de septiembre de 2009 | Brasil                                                                                               | 11:0 (6:0) | Perú | Gimnasio UNICAMP, Campinas   |                              |
| 13:00                   | Lu 4', 23', 24', 33' · Ju Delgado 8', 9' · Faby 10' · Valéria 10', 13' · Cátia 30' · Jessiquinha 37' |            |      | Árbitro(s): Fabio Pate (ARG) | Árbitro(s): Fabio Pate (ARG) |

### Tercer puesto
| 7 de septiembre de 2009 | Venezuela                                          | 6:2 (4:1) | Perú         | Gimnasio UNICAMP, Campinas                      |                                                 |
| 14:00                   | Peraza 10', 12' · Rojas 18' · Valera 19', 23', 35' |           | Adriana 11', | Árbitro(s): Katiucia Meneguzzi dos Santos (BRA) | Árbitro(s): Katiucia Meneguzzi dos Santos (BRA) |

### Final
| 7 de septiembre de 2009 | Colombia  | 1:7 (1:5) | Brasil                                                                               | Gimnasio UNICAMP, Campinas    |                               |
|                         | Diana 16' |           | Jessika 0:16' · Ju Delgado 8' · Valéria 13' · Faby 16' · Taty 17' · Lú 38:48' 38:58' | Árbitro(s): Walter Arce (ARG) | Árbitro(s): Walter Arce (ARG) |

| Bandera de Brasil            |
| Campeón Brasil Tercer título |

## Tabla general
| Pos. | Equipo    | Pts | J | G | E | P | GF | GC | Dif. | Rend. |
| ---- | --------- | --- | - | - | - | - | -- | -- | ---- | ----- |
| 1    | Brasil    | 12  | 4 | 4 | 0 | 0 | 39 | 2  | +37  | 100%  |
| 2    | Colombia  | 12  | 5 | 4 | 0 | 1 | 34 | 13 | +21  | 80%   |
| 3    | Venezuela | 6   | 4 | 2 | 0 | 2 | 15 | 21 | -6   | 50%   |
| 4    | Perú      | 6   | 5 | 2 | 0 | 3 | 10 | 31 | -21  | 40%   |
| 5    | Argentina | 6   | 4 | 2 | 0 | 2 | 8  | 16 | -8   | 50%   |
| 6    | Bolivia   | 3   | 4 | 1 | 0 | 3 | 7  | 22 | -15  | 25%   |
| 7    | Uruguay   | 0   | 4 | 0 | 0 | 4 | 6  | 14 | -8   | 0%    |